# Begonia rutilans
Espèce
Synonymes
- Nephromischus rutilans Klotzsch[1]

Begonia rutilans est une espèce de plantes de la famille des Begoniaceae. Ce bégonia est originaire du Brésil. L'espèce fait partie de la section Pritzelia. Elle a été décrite en 1855 sous le basionyme de Nephromischus rutilans par Johann Friedrich Klotzsch (1805-1860), puis recombinée dans le genre Begonia en 1864 par Alphonse Pyrame de Candolle (1806-1893). L'épithète spécifique rutilans signifie « rougeâtre ». 

## Répartition géographique
Cette espèce est originaire du pays suivant : Brésil.